# The Videos (video de Roxette)
"The Videos" es el título de una colección de videos del dúo sueco de música pop, Roxette, lanzado en formato de VHS y Laserdisc publicado al mercado el día 16 de noviembre de 1991.
Cuenta con videos musicales de los éxitos de los álbumes Look Sharp! y, Joyride, así como "It Must Have Been Love" de la banda sonora de "Pretty Woman" y el documental "The Making of Joyride".

## Contenido
1. "The Look"
2. "Dressed for Success"
3. "Dangerous"
4. "Listen to Your Heart"
5. "It Must Have Been Love" (original version without scenes from "Pretty Woman")
6. "Joyride"
7. "Fading Like a Flower (Every Time You Leave)"
8. "The Big L"
9. "Spending My Time"
10. The Making of Joyride

- Datos: Q3278344